# Brave Enough
Brave Enough – trzeci album studyjny amerykańskiej skrzypaczki Lindsey Stirling, wydany niezależnie przez wydawnictwo Lindseystomp Records 19 sierpnia 2016. Album składa się z sześciu utworów instrumentalnych i ośmiu utworów z udziałem wokalistów.

## Lista utworów
Wszystkie utwory dostępne są na iTunes.
| 1       | "Lost Girls"                                                      | 4:35  |
| 2.      | "Brave Enough" (ft. Christina Perri)                              | 4:23  |
| 3.      | "The Arena"                                                       | 3:52  |
| 4.      | "The Phoenix"                                                     | 4:04  |
| 5.      | "Where Do We Go" (featuring Carah Faye)                           | 4:15  |
| 6.      | ."Those Days" (featuring Dan + Shay)                              | 3:50  |
| 7.      | "Prism"                                                           | 3:32  |
| 8.      | "Hold My Heart" (featuring ZZ Ward)                               | 3:29  |
| 9.      | "Mirage" (featuring Raja Kumari)                                  | 4:22  |
| 10.     | "Don't Let This Feeling Fade" (featuring Rivers Cuomo and Lecrae) | 3:26  |
| 11.     | "First Light"                                                     | 3:23  |
| 12.     | "Love's Just a Feeling" (featuring Rooty)                         | 3:49  |
| 13      | "Something Wild" (featuring Andrew McMahon)                       | 3:44  |
| 14      | "Gavi's Song"                                                     | 4:32  |
| Długość | Długość                                                           | 55:21 |

### Edycja rozszerzona[4]
| 15.           | Waltz            | 3:57           |
| 16            | Afterglow        | 3:38           |
| 17            | Powerlines       | 4:41           |
| 18            | Forgotten Voyage | 3:59           |
| Total length: | Total length:    | 1 godz. 11 min |